# Station Heiloo
Station Heiloo is het station van de plaats Heiloo en is gelegen in de provincie Noord-Holland aan de spoorlijn van Amsterdam naar Alkmaar. Het station wordt bediend door NS.
Het is een station met poortjes.

## Treinen
De volgende treinen doen station Heiloo aan:
| Serie | Treinsoort     | Route | Bijzonderheden                                                       |
| ----- | -------------- | --- | -------------------------------------------------------------------- |
| 3000  | Intercity (NS) | Nijmegen – Arnhem Centraal – Ede-Wageningen – Veenendaal-De Klomp – Driebergen-Zeist – Utrecht Centraal – Amsterdam Centraal – Zaandam – Heiloo – Alkmaar – Den Helder | Veenendaal-De Klomp wordt alleen na 19:00 bediend door deze serie.   |
| 3400  | Intercity (NS) | Haarlem – Beverwijk – Heiloo – Alkmaar | Rijdt alleen in de spits in de spitsrichting. Rijdt niet op vrijdag. |
| 4800  | Sprinter (NS)  | Amsterdam Centraal – Haarlem – Heiloo – Alkmaar – Hoorn | Rijdt vanaf 20:00 uur één keer per uur tussen Alkmaar en Hoorn.      |

## Buslijn
Op kleine loopafstand van station Heiloo is een bushalte. De opdrachtgever van het vervoer rond Heiloo is de provincie Noord-Holland. Heiloo valt onder het concessiegebied "Noord-Holland Noord". De volgende buslijn stopt op station Heiloo:
| Concessiegebied     | Lijn | Route | Soort    | Bijzonderheden                               |
| ------------------- | ---- | --- | -------- | -------------------------------------------- |
| Connexxion          |      | |          |                                              |
| Noord-Holland Noord | 408  | Heiloo, Winkelcentrum 't Loo - Heiloo, Station - Egmond-Binnen - Egmond a/d Hoef - Egmond aan Zee, Busstation | Buurtbus | Rijdt niet na 22:30 en op zon- en feestdagen |

## Ontwikkeling aantal reizigers
Het aantal door NS vervoerde reizigers (per gemiddelde werkdag) ontwikkelde zich sedert 2019 als volgt:
| Jaar | Aantal reizigers |
| ---- | ---------------- |
| 2019 | 4.999            |
| 2020 | 2.332            |
| 2021 | 2.433            |
| 2022 | 3.532            |
| 2023 | 4.087            |
| 2024 | 3.972            |

## Afbeeldingen

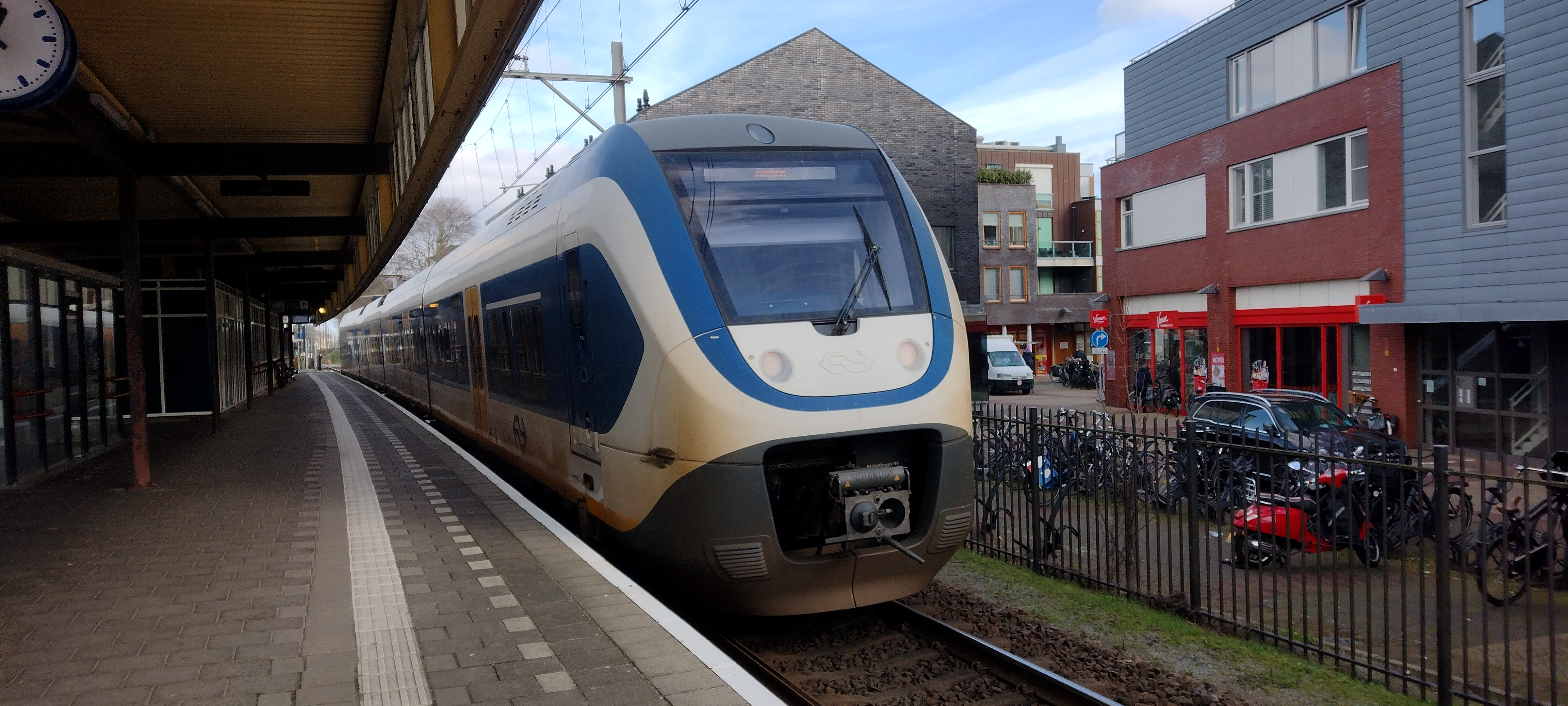
Een SLT op het station in 2024
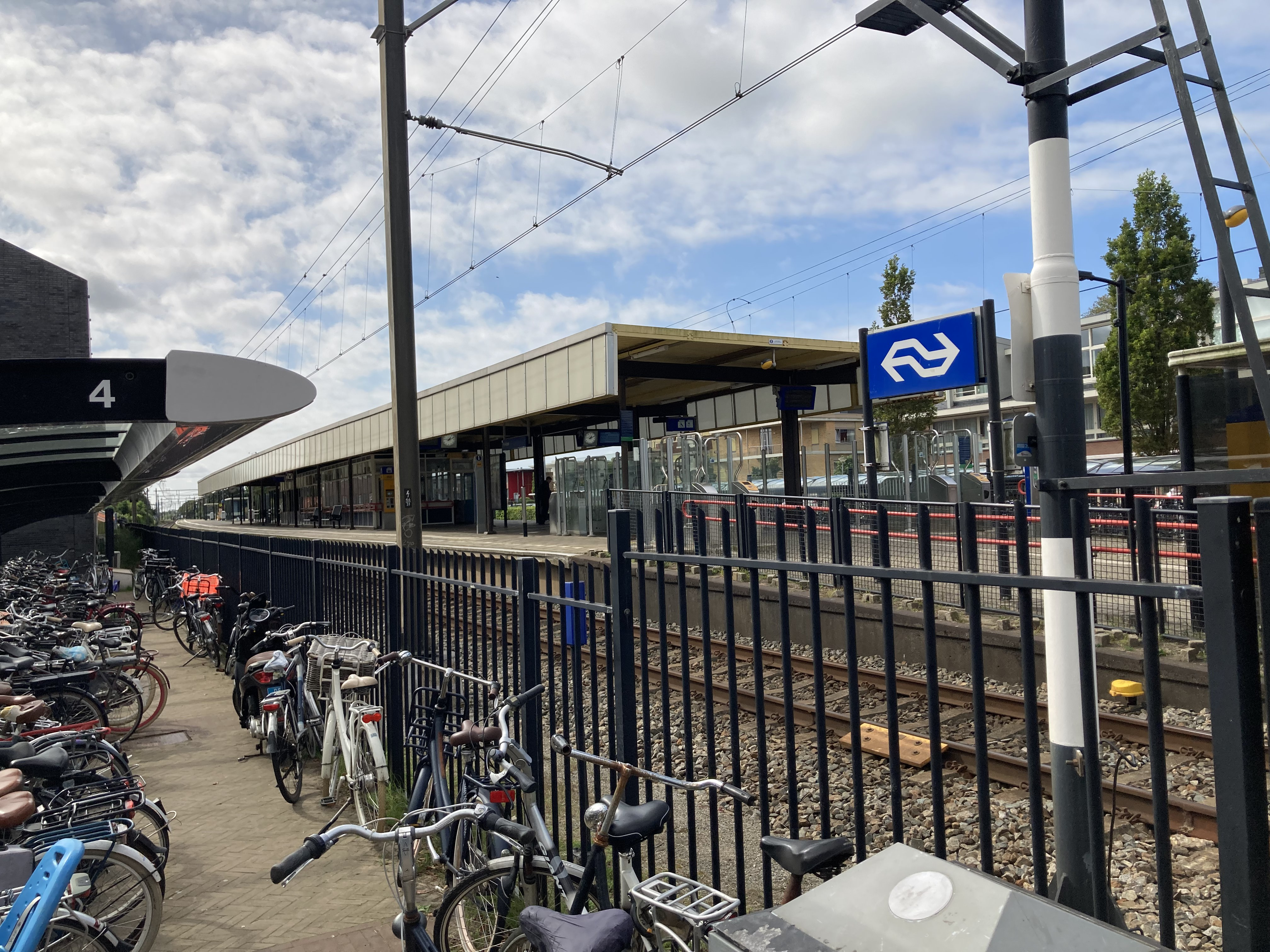
Zijaanzicht in 2021
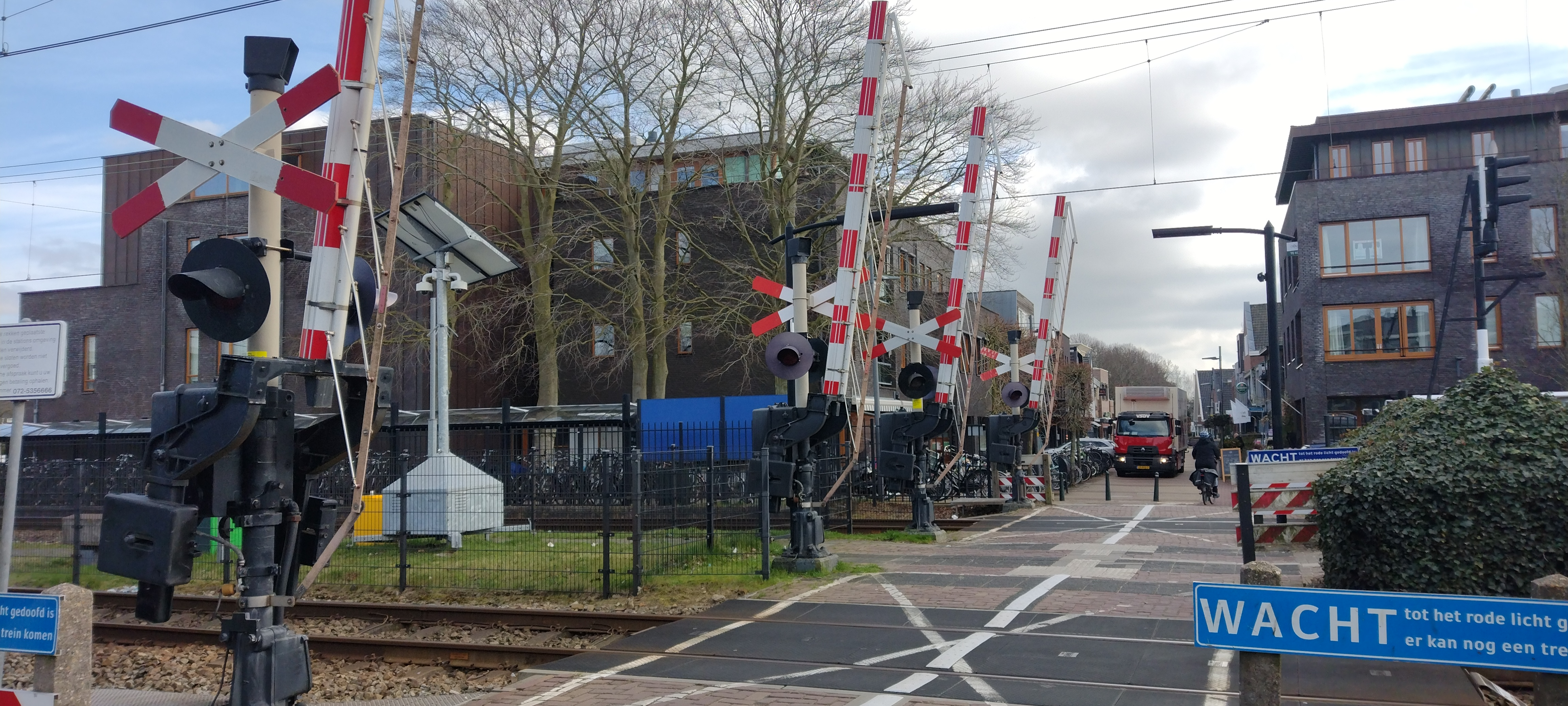
Spoorwegovergang bij het station
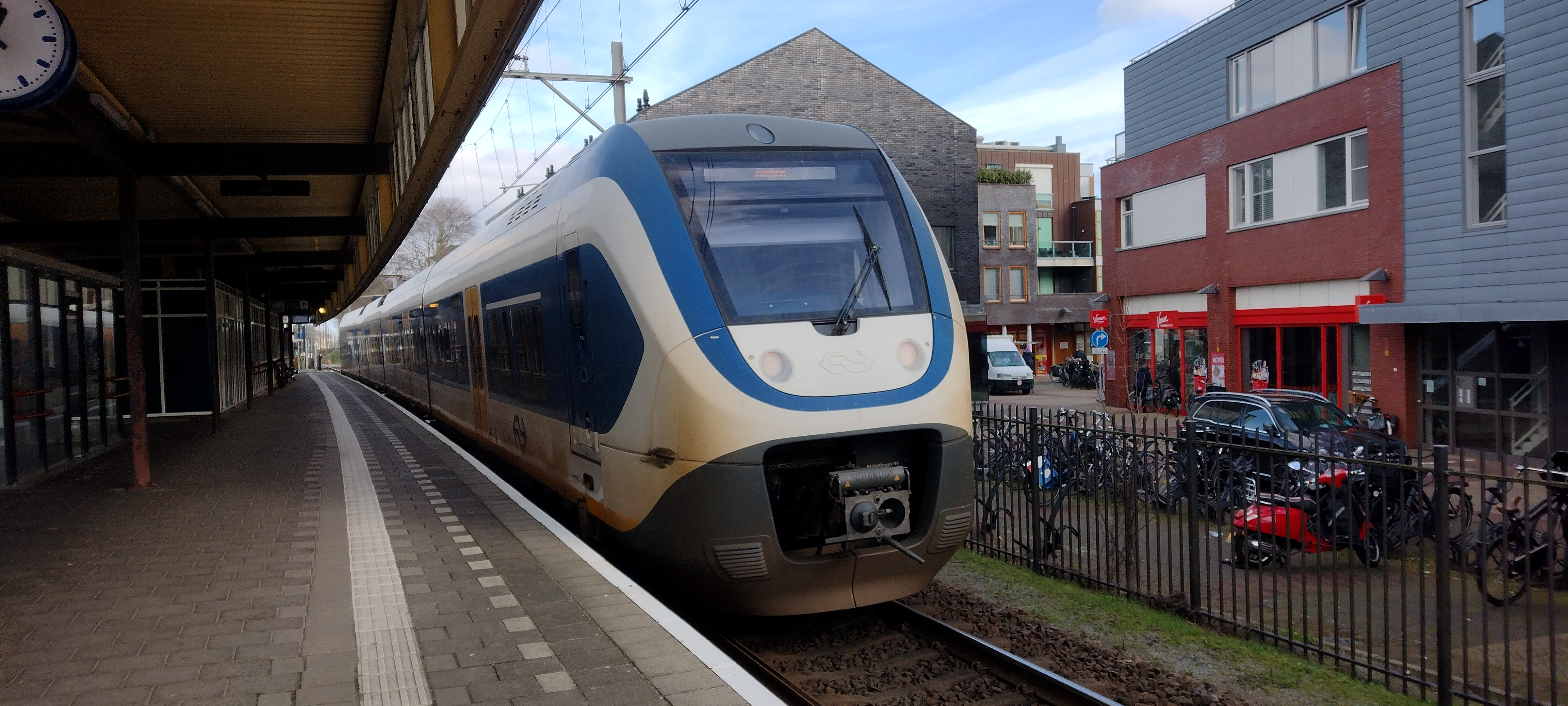
SLT op het station
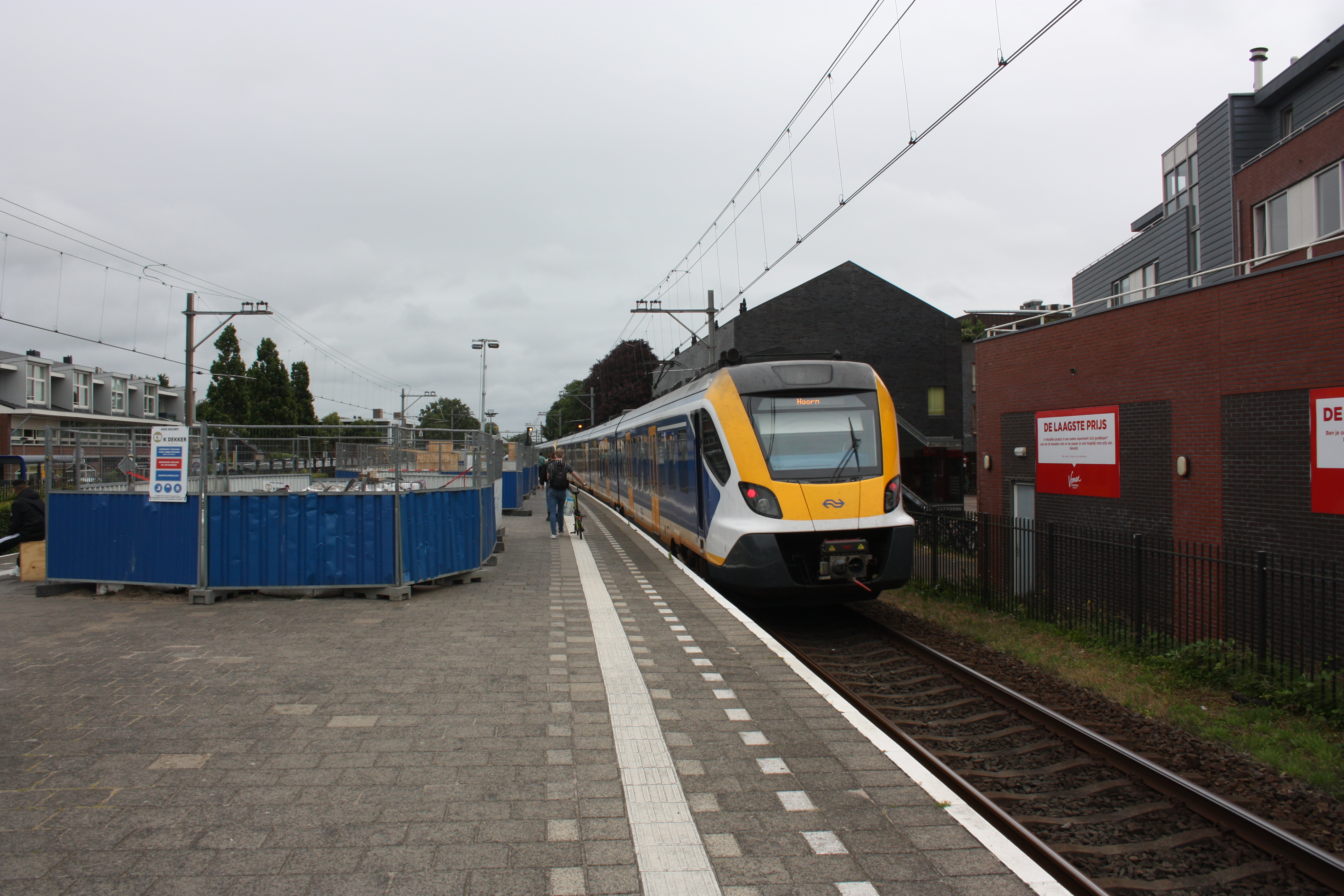
Station tijdens de verbouwing in 2025. Er is tijdelijk geen overkapping

0: Den Helder ·
3: Den Helder Zuid ·
4: Koegras ·
8: Breezand ·
12: Anna Paulowna ·
16: Oudesluis ·
21: Schagen ·
24: Schagerwaard ·
27: Zijdewind ·
30: Noord Scharwoude ·
35: Heerhugowaard ·
38: St. Pancras ·
40: Alkmaar Noord ·
42: Alkmaar ·
47: Heiloo ·
49: Onze Lieve Vrouwe ter Nood ·
54: Castricum ·
58: Uitgeest ·
61: Den Ham ·
63: Krommenie-Assendelft ·
65: Wormerveer ·
68: Zaandijk Zaanse Schans ·
69: Koog aan de Zaan ·
71: Zaandam ·
72: Noorder IJdijk ·
73: Hembrug ·
75: Amsterdam Petroleumhaven ·
78: Spaarndammerdijk-Houthaven ·
79: Amsterdam Sloterdijk ·
80: Amsterdam Westerdok ·
81: Amsterdam Centraal
Alkmaar ·
-Noord ·
Amsterdam:
-Amstel ·
-ArenA ·
-Bijlmer ArenA · 
-Centraal ·
-Holendrecht ·
-Lelylaan ·
-Muiderpoort ·
-RAI ·
-Science Park ·
-Sloterdijk ·
-Zuid ·
Anna Paulowna ·
Beverwijk ·
Bloemendaal ·
Bovenkarspel:
-Flora ·
-Grootebroek ·
Bussum Zuid ·
Castricum ·
Den Helder ·
-Zuid ·
Diemen ·
-Zuid ·
Driehuis ·
Duivendrecht ·
Enkhuizen ·
Haarlem ·
-Spaarnwoude ·
Halfweg-Zwanenburg ·
Heemskerk ·
Heemstede-Aerdenhout ·
Heerhugowaard ·
Heiloo ·
Hilversum ·
-Media Park ·
-Sportpark ·
Hollandsche Rading ·
Hoofddorp ·
Hoogkarspel ·
Hoorn ·
-Kersenboogerd ·
Koog aan de Zaan ·
Krommenie-Assendelft ·
Naarden-Bussum ·
Nieuw Vennep ·
Obdam ·
Overveen ·
Purmerend ·
-Overwhere ·
-Weidevenne ·
Santpoort:
-Noord ·
-Zuid ·
Schagen ·
Schiphol Airport ·
Uitgeest ·
Weesp ·
Wormerveer ·
Zaandam ·
-Kogerveld ·
Zaandijk Zaanse Schans ·
Zandvoort aan Zee
Stations van de Museumstoomtram Hoorn-Medemblik:
Tramstation Hoorn · 
Zwaag ·
Wognum-Nibbixwoud ·
Twisk ·
Opperdoes ·
Medemblik
Voormalige stations: zie de lijst van voormalige spoorwegstations in Noord-Holland